# Останец (вулкан)
Оста́нец — щитовой вулкан в Камчатском крае России.
Вулкан расположен в южной части Камчатки и окружён группой остаточных конусов, образовавшихся в период с позднего плейстоцена до голоцена. Высота вулкана составляет 719 м.